# Epinephelus diacanthus
Epinephelus diacanthus là một loài cá biển thuộc chi Epinephelus trong họ Cá mú. Loài này được mô tả lần đầu tiên vào năm 1828.

## Phân bố và môi trường sống
E. diacanthus có phạm vi phân bố rộng khắp Bắc Ấn Độ Dương. Loài này được tìm thấy từ vịnh Aden, men dọc theo bờ biển lục địa đến đảo Sri Lanka và Madras, Ấn Độ, bao gồm quần đảo Lakshadweep và quần đảo Andaman. Chùng không có mặt ở vịnh Ba Tư hoặc Biển Đỏ. Những ghi nhận về sự có mặt của E. diacanthus ở Tây Thái Bình Dương đã được xác định lại là của Epinephelus stictus. Cá trưởng thành sống xung quanh các rạn san hô ở độ sâu khoảng 180 m trở lại, nhưng có thể tìm thấy ở độ sâu lên đến 300 m.

## Mô tả
E. diacanthus trưởng thành có chiều dài cơ thể lớn nhất đo được là 55 cm.
Số gai ở vây lưng: 11; Số tia vây mềm ở vây lưng: 15 - 17; Số gai ở vây hậu môn: 3; Số tia vây mềm ở vây hậu môn: 8.